# Lynn Woolsey

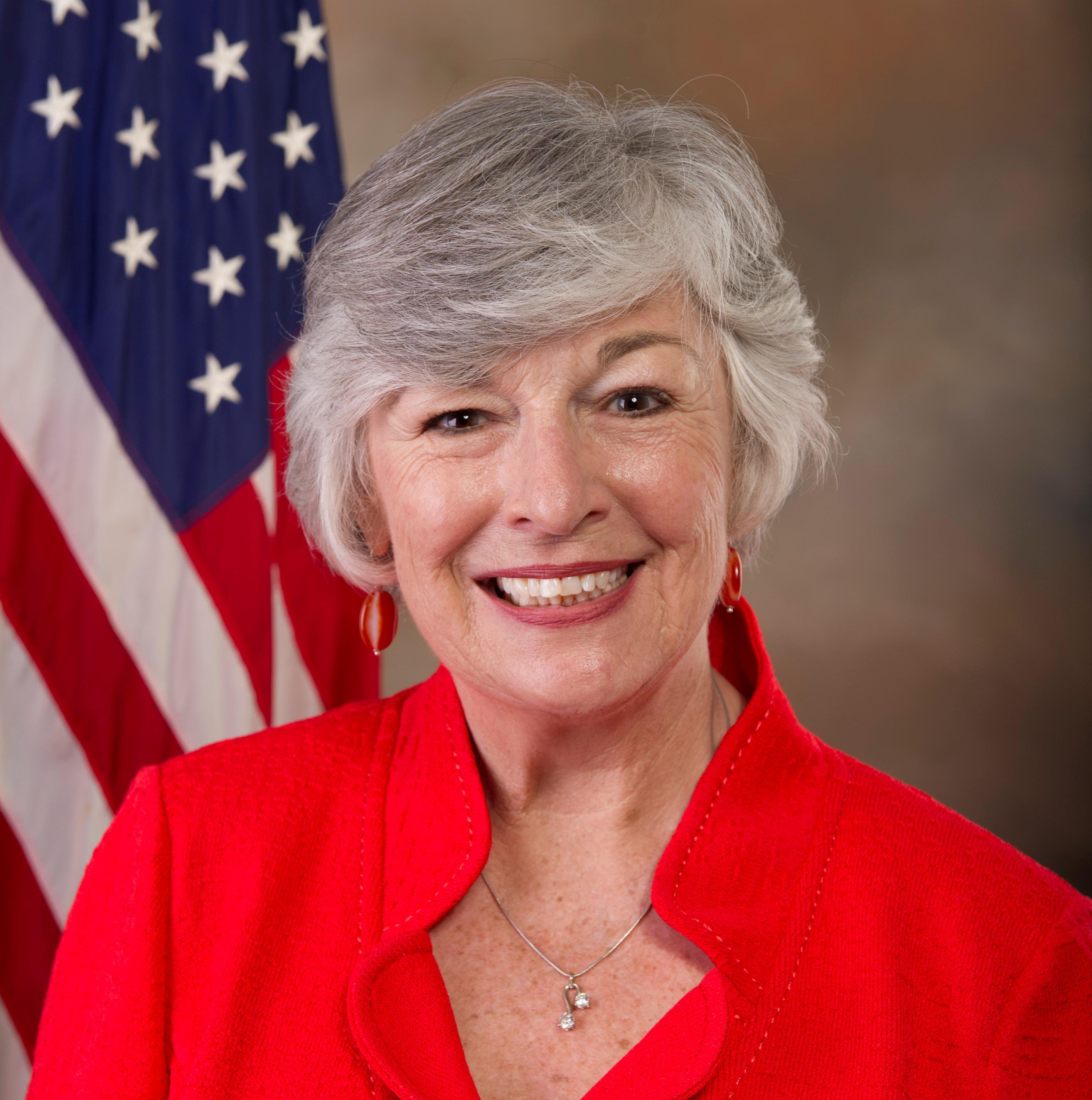
Lynn Woolsey

Lynn C. Woolsey (* 3. November 1937 in Seattle, Washington) ist eine US-amerikanische Politikerin der Demokraten. Von 1993 bis 2013 vertrat sie den Bundesstaat Kalifornien im US-Repräsentantenhaus.

## Werdegang
Lynn Woolsey besuchte die Lincoln High School in Seattle und danach von 1955 bis 1957 die dortige University of Washington. Im Jahr 1980 studierte sie noch an der University of San Francisco. Sie arbeitete im Personalbereich und betrieb eine eigene Firma. Außerdem unterrichtete sie an verschiedenen Colleges in Kalifornien. Gleichzeitig begann sie als Mitglied der Demokratischen Partei eine politische Laufbahn. Zwischen 1984 und 1992 gehörte sie dem Stadtrat von Petaluma an. In den Jahren 1989 und 1992 war sie dort stellvertretende Bürgermeisterin.
Bei den Kongresswahlen des Jahres 1992 wurde Woolsey im sechsten Wahlbezirk von Kalifornien in das US-Repräsentantenhaus in Washington, D.C. gewählt, wo sie am 3. Januar 1993 die Nachfolge von Barbara Boxer antrat. Sie wurde neunmal wiedergewählt und kündigte 2011 an, bei der Wahl 2012 aus Altersgründen nicht wieder anzutreten. Deshalb schied sie am 3. Januar 2013 aus dem Repräsentantenhaus aus. Lynn Woolsey war eine entschiedene Gegnerin des Irakkrieges und forderte oft den Rückzug der amerikanischen Truppen aus diesem Land. Innenpolitisch setzte sie sich unter anderem für die Gleichberechtigung aller Religionen ein. Im Kongress war sie Mitglied im Bildungs- und Arbeitsausschuss und im Ausschuss für Wissenschaft, Technologie und Raumfahrt sowie in drei Unterausschüssen. Sie gehörte auch dem linksliberalen Congressional Progressive Caucus an.